# 産業保安監督部
産業保安監督部（さんぎょうほあんかんとくぶ）とは、経済産業省の地方支分部局の区分の一つである。経済産業省の所掌事務のうち火薬類の取締り、高圧ガスの保安、鉱山における保安その他の所掌に係る保安の確保に関することを分掌する（経産省設置法12条1項）。

## 概要
沖縄県を除く全国を分轄する形で5つ置かれている。沖縄県を管轄する那覇産業保安監督事務所と合わせて「産業保安監督部等」（経済産業省設置法13条）と総称する。2005年4月1日に鉱山保安監督部の担当した鉱山における保安行政と経済産業局の担当していた火薬、ガス、電力等の保安行政を一元的に所掌する地方出先機関として、原子力安全・保安院の内部組織として設置された。2012年9月19日、保安院の廃止に伴い経済産業省本体の地方支分部局に移行した。
経済産業本省の内部部局である商務情報政策局が中央において火薬類の取締り、高圧ガスの保安、鉱山における保安その他の所掌に係る保安の確保に関することを所掌すると共に、産業保安監督部等の総合的監督、人事、教養・訓練、機構、定員、経費の概算の調整・配賦及び行政財産及び物品の管理に関する事務の取りまとめを行っている（経産省組織令9条15号、22～26号）。

## 沿革
- 1868年（明治元年）
  - 2月 - 諸国の出銅に関する事務及び古銅、地銅の用務を取り扱っていた幕府の銅座役所を太政官布告第109条を以て、大阪にあった新政府の手に収め、大阪銅会所と改め、会計事務局の所属とする。
  - 7月 - 太政官布告第581号を以て、大阪銅会所を鉱山局と改称する。
  - 12月 - 鉱山局を鉱山司と改める。当時、東京にあった太政官の銅座役所を貨幣司より収めて鉱山司の出張所となした。同時に、行政官布告第77号を発布し、鉱業解放の趣旨を宣言しする。

- 1869年（明治2年）
  - 2月 - 鉱山開設許可、開坑規則を制定し実施する。
  - 4月 - 鉱山司規則書を発布して、官吏の執務方を規定した。規則書中、各地鉱山の技術的指導には政府自らその衡に当たるべきことを示した。
  - 8月 - 鉱山司の職務中より金属の買収に関する事務を大蔵省の造幣寮に移し、それ以外の鉱山行政事務を民部省の所管とする。
- 1870年（明治3年）
  - 10月 - 太政官布告第581号を以て、民部省を廃止し工部省を設置、鉱山司を之に属せしめた。同時に、大阪鉱山司は廃止し、全国の鉱山事務所はすべて工部省鉱山司において処理することとなった。
  - 12月 - 鉱山司を廃止し、鉱山掛を設置する。
- 1871年（明治4年）
  - 8月 - 鉱山掛を廃止し、鉱山寮を設置する。
- 1872年（明治5年）
  - 3月 - 鉱山心得書を制定する。
- 1873年（明治6年）
  - 7月 - 太政官布告第259号を以て、日本坑法が発布される。坑物に関する事件は工部省の所管とした。
- 1874年（明治7年）
  - 明治7年以降逐次官営鉱山を民間に払い下げる。
- 1875年（明治8年）
  - 4月 - 太政官布告第55号を以て、北海道坑物採製は開拓使の所轄とした。日本坑法中、鉱山寮を開拓使、工部全権を開拓使長官と心得べき旨達せられた。
- 1877年（明治10年）
  - 1月 - 鉱山寮を廃止し、鉱山局を設置する。
- 1879年（明治12年）
  - 12月 - ポロナイ（幌内）炭山開坑
- 1883年（明治16年）
  - 9月 - 鉱山局を廃止し、総務局に鉱山課を置く。
- 1885年（明治18年）
  - 12月 - 工部省を廃止し、農商務省に工鉱業行政を移管。鉱山行政は、農商務省の所轄に属し、大臣官房の一課たる鉱山課にて司掌することとなった。特に、三池、生野、佐渡の三鉱山は鉱山課と並んで農商務大臣に直属した。
- 1886年（明治19年）
  - 1月 - 三池、生野、佐渡の三鉱山は貨幣事務に密接な関係を有することを理由として、大蔵省に移管される。
  - 3月 - 勅令第2号により農商務省官制の改革に基づき、鉱山課を廃止し、鉱山行政の規模を拡大して鉱山局を設置する。（鉱山課、試験課の二課を設置する。）
- 1890年（明治23年）
  - 6月 - 官制の改革が行われ、明治の初年以来地方長官に委託した鉱山行政権を全部が農商務省に回収、中央に集める重大な変革である。この理由とするところは、鉱山行政は他の一般行政と著しく異なった特色があると云うので、この変革は時の鉱山局長和田維四郎氏の努力に俟つところが多かった。
  - 9月 - 日本坑法を改正し、鉱業条例が制定交付される。
- 1891年（明治24年）
  - 7月 - 勅令第145号を以て、鉱山監督署の官制が交付され、農商務大臣の管理に属し、鉱業条例の定めるところに従って鉱業監督の事務を掌ることとなる。職員に鉱山監督官、技師、書記、技手を置き、鉱山監督官を以て、署長とした。
- 1892年（明治25年）
  - 3月 - 鉱業警察規則が公布される。農商務省令第3号を以て、名称、位置及び管轄区域が定められる。
  - 4月 - 鉱業警察規則が制定施行され、鉱山行政は中央政府によって一元的に実施、地方機関として農商務大臣の下に、東京、秋田、大阪、広島、福岡、札幌の6地域に鉱山監督署、金沢、鹿児島に鉱山監督支所を設置する。 管内鉱業の保護監督を行う方針を明らかにし、鉱山に関する特別地方行政開始の発端となる。ここに、鉱業の保安及び監督の機構が整備された。これが鉱山保安監督局（部）の前身である。
  - 6月1日 - 札幌鉱山監督署（北海道を管轄区域とする）を開庁する。札幌市北3条西7丁目（現在の北海道庁西門と植物園の中間）
- 1893年（明治26年）
  - 3月 - 砂鉱採取法が公布される。
  - 10月1日 - 勅令第148号を以て鉱山監督署の官制改革により、監督署の名称、位置及びその管轄区域が改正、北海道全域は秋田鉱山監督署の管轄区域となり、札幌鉱山監督署は閉鎖された。
- 1894年（明治27年）
  - 2月 - 勅令第21号を以て鉱山監督署の官制改革により、北海道は東京鉱山監督署の管轄区域に移管される。
- 1896年（明治29年）
  - 3月 - 勅令第53号を以て鉱山監督署の官制改正により、東京鉱山監督署の管轄区域から北海道は削除される。
  - 5月1日 - 農商務省告示第5号を以て、再び札幌鉱山監督署を設置、その事務は当分の間、東京鉱山監督署で実施する。
  - 6月20日 - 農商務省告示第11号を以て、札幌市北3条西7丁目において業務を再開する。
  - 8月 - 勅令第283号を以て鉱山監督署の官制が改正され、職員の名称を鉱山監督官、鉱山監督官補、書記とし、鉱山監督官が署長とした。
- 1898年（明治31年）
  - 1月15日 - 札幌鉱山監督署は札幌市北6条西5丁目に移転する。
- 1899年（明治32年）
  - 3月 - 鉄砲火薬類取締法が制定される。
- 1905年（明治38年）
  - 3月 - 鉱業法を制定。勅令第99号を以て鉱山監督署官制が改正され、職員に鉱山監督署長、事務官、技師、書記及び技手を置く。
  - 4月7日 - 札幌鉱山監督署に鉱政課、鉱業課、庶務係及び会計課が置かれ、その後分課規程は数次にわたり改正された。
- 1913年（大正2年）
  - 6月 - 勅令第203号を以て、鉱山監督署官制の改正により鉱山監督署を鉱務署と改められる。鉱山監督署長を鉱務署長に、事務官を鉱務官に、技師を鉱務技師に、書記を鉱務属に、技手を鉱務技手にそれぞれ改められた。
- 1915年（大正4年）
  - 12月 - 石炭坑爆発取締規則を公布。安全灯試験場が設置される。
- 1916年（大正5年）
  - 8月 - 鉱夫労役扶助規則を公布。
- 1917年（大正6年）
  - 3月 - 安全灯試験場を石炭坑爆発予防調査所と改称する。
- 1922年（大正11年）
  - 8月10日 - 札幌鉱務署は、札幌市南1条西14丁目291番地（現在の南1条西18丁目291番地）に移転する。
  - 11月 - 勅令第467号を以て官制の改正によって、鉱務署長は従来の所轄事務について、農訟務大臣の指揮監督を承けていたのを、「鉱夫」に関する事務は内務大臣、その他の事務は、農商務大臣の指揮監督を承くるものと改める。
- 1924年（大正13年）
  - 12月20日 - 勅令第367号を以て鉱山監督局官制の改正により、札幌鉱務署は札幌鉱山監督局と改称される。職員の官名も、鉱山監督局長、鉱山監督書記官、鉱山監督局技師、鉱山監督局属、鉱山監督局技手と改められる。
- 1925年（大正14年）
  - 3月 - わが国産業経済の高度な発展に伴い、官制の改革が行われ、農商務省が廃止され、商工省、農林省の二省に分割、鉱山保安行政は商工大臣の管理に属し、商工省鉱山局及び地方機関である東京、大阪、福岡及び札幌の各鉱山監督局の所管となる。
  - 4月 - 商工省の発足。
- 1929年（昭和4年）
  - 12月 - アメリカにおこった経済恐慌は世界的な規模にまで発展、わが国も非常な不況に見舞われ、石炭業界もまた生産の過剰と炭価の暴落のため危機に陥った。
- 1934年（昭和9年）
  - 4月 - 石炭を重要産業統制法の適用鉱物とする。
- 1937年（昭和12年）
  - 商工省の外局として燃料局が設置される。
- 1938年（昭和13年）
  - 3月 - 重要鉱物増産法を公布
  - 10月 - 勅令第666号を以て鉱山監督局官制が改正されて、炭鉱の密集地帯8ヶ所に鉱山監督局の支所（夕張、滝川、釧路、岩見沢、遠軽、函館）を設け、現地監督の万全を期した。なお、この時、石炭坑爆発予防調査所を石炭坑爆発予防試験所と改称され、札幌に設置される。
  - 10月5日 - 札幌鉱山監督局夕張支所、滝川支所を開設する。
- 1939年（昭和14年）
  - 6月16日 - 石炭及び石油保安行政は燃料局所管となったが、現地行政は金属鉱山等とともに鉱山監督局において所管した。
  - 7月31日 - 明治34年に定められた鉱山監督分課規程は、その後幾多の変遷を経てきたが、従来の分課規程は廃止され新たに鉱山監督分課規程が定められた。
  - 9月 - 第2次世界大戦始まる。
  - 10月18日 - 札幌鉱山監督局釧路支所を開設する。
- 1940年（昭和15年）
  - 9月 - 石炭坑用爆薬類、機器取締及び検定規則が公布される。
  - 12月23日 - 札幌鉱山監督局岩見沢支所、遠軽支所を開設する。
- 1941年（昭和16年）
  - 4月 - 商工省工務官東京事務所札幌出張所を設置（札幌通商産業局の前身）
  - 12月 - 太平洋戦争が勃発する。
- 1943年（昭和18年）
  - 11月 - 従来、軍需生産行政の中心官庁であった商工省を廃止し軍需省が設置され、その大部分の機構は軍需省の出先機関となる。商工省工務官東京事務所札幌出張所は、札幌軍需管理部に改称される。（札幌逓信局内に札幌軍需管理部電力事務室を設置）1944年昭和19年4月1日札幌軍需管理部は、北海軍需管理部に改称される。
- 1944年（昭和19年）
  - 5月 - 勅令第325号を以て鉱山監督局官制を廃止し、地方鉱山局官制に改められ、札幌鉱山監督局は北海鉱山監督局と改称された。
  - 7月1日 - 昭和13年10月勅令第666号を以て設置を認められた函館支所を開設する。
- 1945年（昭和20年）
  - 4月 - 鉱山監督局分課規程が廃止され、新たに地方鉱山局分課規程が定められる。
  - 6月 - 北海軍需管理部は北海地方軍需管理局に昇格する。
  - 8月14日 - ポツダム宣言受諾、太平洋戦争終結。
  - 8月25日 - 軍需省が廃止となり、商工省が設置され、鉱山保安行政は商工省鉱山局及び燃料局に移管される。
  - 10月26日 - 政府は石炭生産緊急対策を決定する。
  - 11月13日 - GHQ（連合国最高司令官総司令部）、朝鮮人労働者を炭坑地帯より送出すべき旨告示する。（退山約13万人）
  - 11月16日 - 政府は石炭受給非常調整対策を決定する。
  - 12月14日 - 石炭庁官制公布
- 1946年（昭和21年）
  - 1月4日 - 勅令第1号を以て、地方商工局官制が公布される。（石炭庁設置に伴う燃料局の廃止）北海地方鉱山局は北海地方商工局に改称される。
  - 3月28日 - 地方商工局長会議において、重要鉱山の指定、融資の円滑化等を決定する。
  - 5月22日 - 日本石炭鉱業会創立総会。
  - 6月3日 - 政府は、石炭非常時対策を決定する。
  - 10月14日 - 政府は、石炭危機突破対策を決定する。
  - 11月3日 - 日本国憲法の公布。
  - 12月9日 - GHQ出炭報奨金制度、成績不良炭鉱の国営に関し見解を表明。
  - 12月 - 戦後の日本経済再建の原動力として、石炭の増産が至上命令となり、石炭の傾斜生産方式が採用された。
- 1947年（昭和22年）
  - 4月4日 - 労働基準法の公布。
  - 5月3日 - 日本国憲法の施行。
  - 6月19日 - 商工省機構全面改革を実施。（石炭庁の機構整備）勅令第178号を以て、地方商工局を廃止し、商工局を設置。北海地方商工局は札幌商工局に改称される。
  - 10月3日 - 政府は、石炭増産に関する最重点主義を唱う石炭非常増産対策要領を決定。
  - 10月21日 - 国家公務員法の公布。
  - 10月31日 - 政府は、炭鉱特別運転資金融資要領を決定発表する。
  - 12月20日 - 臨時石炭鉱業管理法の公布。（炭鉱国家管理、3年間の時限立法）
- 1948年（昭和23年）
  - 4月1日 - 臨時石炭鉱業管理法施行規則の公布施行。
  - 5月10日 - 石炭庁設置法の公布に伴い石炭庁官制は廃止となる。総務局内に鉱山保安部をおく。
  - 8月 - 石炭坑爆発予防試験所を炭坑保安技術研究所と改称する。石炭の増産が至上命令となり、統制経済の中にあってあらゆる資金、資材、労力等が集中的にその復興に注がれ、石炭等の傾斜生産方式がとられたため、強行増産の陰に石炭鉱山における災害は増加の傾向にあった。
  - 8月24日 - GHQから「鉱山保安及び保安行政計画の早急制定方命令に関する覚書」が手交され、これにより戦時中の乱掘により荒廃した鉱山の再建、破壊された保安施設の整備、鉱山労働者に対する危害の防止及び鉱害の防止等鉱物資源の合理的開発が最大要件とされた。
  - 8月27日 - GHQは炭鉱保安法の整備指令を出す。
  - 9月 - GHQの指令に基づき、鉱山保安部内に鉱山保安制定準備室を設置する。
- 1949年（昭和24年）
  - 3月12日 - GHQは石炭産業に対し、作業能率の改善、赤字融資は行わない旨指令。
  - 3月15日 - 政府は、石炭鉱業等の赤字処理要綱を決定する。
  - 5月16日 - 法律第70号を以て鉱山保安法が制定され、保安管理体制、施設の整備等鉱業権者の措置義務、監督機関の体制等法的規制が整備された。
  - 5月24日
    - 臨時石炭鉱業管理法公布。
    - 国際経済体系への我が国の参加体制を整えるため、商工省、貿易庁を廃止する。
    - 法律第102号を以て、通商産業省設置法が公布され、本省、1官房、8局、外局として、資源庁、工業技術庁、特許庁及び中小企業庁、その他附属機関、地方支分部局、公団等につき定める。この法律により、通商産業省は新たな第一歩を踏み出すこととなる。
    - 法律第103号により、前記設置法の施行に伴い、商工省を通商産業省に改めるほか、規定を整備する。資源庁内に鉱山保安局を設置。

  - 5月25日 - 通商産業省が発足する。 内部部局として、鉱山保安局、地方には4炭鉱保安監督部、8鉱山保安監督部が地方石炭局及び地方通商産業局にそれぞれ附置される。 また、鉱山保安法規の強力な運用を図るため、現地監督の最先端の責任を分担する鉱務監督官の制度を強化確立。 鉱務監督官には、職務に必要な独立の行政権限及び特別司法警察員としての権限が与えられ、監督部に配置された。 一方、鉱山保安行政の民主的な運営を図ることを目的として、鉱山保安局に中央鉱山保安協議会、地方各鉱山保安監督部に地方鉱山保安協議会がそれぞれ設置される。鉱山保安法制定により札幌石炭局に附置された札幌炭鉱保安監督部は、札幌石炭局生産部保安課を同局から分離設置されたもので、発足当時の定員は、鉱務監督官31名、技官・事務官8名、雇4名の計43名で、道内の石炭鉱山の保安監督行政を担当する。また、札幌通商産業局に附置された札幌鉱山保安監督部は、札幌商工局鉱山部鉱業保安課を同局から分離設置されたもので、発足当時の定員は、鉱務監督官8名、技官・事務官2名、雇2名の計12名で、道内の金属、亜炭鉱山及び石油鉱山の保安監督行政を担当する。
  - 6月18日 - 政府は、炭鉱従業員の雇用制度並びに配置転換要綱を決定。
  - 7月27日 - 自民党は、炭鉱国管廃止方針を内定。
  - 8月12日 - 明治以来の旧鉱業警察規則の面目を一新し、ここに鉱山保安法及び鉱山保安法に基づく、それぞれの規則を制定する。 通商産業省令第33号　金属鉱山等保安規則 通商産業省令第34号　石炭鉱山保安規則 通商産業省令第35号　石油鉱山保安規則 通商産業省令第36号　鉱山坑内用品検定規則 通商産業省令第37号　保安技術職員臨時選考規則 が施行され、かくて、鉱業法から分離、独立した。鉱山保安法は保安行政の根拠基盤となり、鉱山保安監督機関が発足する。
- 1950年（昭和25年）
  - 1月10日 - 省令第2号を以て、保安技術講習所が制定施行する。
  - 2月11日 - 省令第10号を以て、石炭鉱山保安規則の改正を行う。電気工作物規程の全面改正に伴う用語の整理と鉱山施設の性能検査に関する規程を整備する。昭和25年4月24日 法律第108号を以て、通商産業省設置法の一部改正により、札幌鉱山保安監督部の副長制が廃止
  - 5月20日 - 法律第193号により臨時石炭鉱業管理法の廃止に関する法律が公布され札幌石炭局は廃止される。（経過規定を置く）
  - 8月1日
    - 省令第64号によって、通商産業省組織規定が改正され札幌石炭局に附置されていた札幌炭鉱保安監督部は、札幌鉱山保安監督部に統合し、札幌通商産業局に附置された。（炭鉱保安監督部廃止） 定員は73名に増大し、石炭鉱山への円滑なる保安監督を実施するため、地区現地監督班を設け、鉱務監督官をそれぞれ2名配置
    - 省令第65号を以て石炭鉱山保安規則の改正を行う。石炭局等の廃止に伴う関係命令の一部を改正、炭鉱保安監督部の廃止に伴う用語の整備を行った。

  - 8月26日 - 省令第71号を以て、石炭鉱山保安規則の一部改正を行う。 1.鉱山保安監督部長の指定する乙種炭鉱の制度を設けた。 2.係員の選任及び書証事務等について整備した。 3.保安施設の保全に関する鉱山労働者の義務を明確にした。 4.坑外斜道人車巻揚装置、一般機械施設等について整備した。  5.排水施設、鉱害防止施設について整備した。
  - 9月7日 - 省令第72号を以て、保安技術職員国家試験制度の整備に伴い、合格すべき国家試験の種類等を保安規則中に明確にするため、保安技術職員国家試験規則が制定施行される。
  - 10月31日 - 省令第88号を以て、火薬類取締法施行規則の制定に伴い、鉱山保安規則の一部改正を行う。（用語の整備を行う）
  - 12月20日 - 法律第289号を以て、鉱業法が制定公布される。  鉱業法（明治38年法律第45号）及び砂鉱法（明治42年法律第13号）を廃止し、鉱業に関する法体系の整理、簡素化、鉱業と一般公益、他産業との調整、法律運営の民主化等をめざす。
  - 12月20日 - 法律第290号を以て、鉱業法施行令が制定公布される。  鉱業法の施行に当たって鉱業権の存続期間等につき経過規定を置く。
  - 12月20日 - 法律第291号を以て、採石法が制定公布される。  採石業の健全な発達を図るため、物件としての採石権を創設するほか、土地使用権、公益と採石業との調整等につき定める。
- 1951年（昭和26年）
  - 1月31日 - 鉱業法施行規則の実施。
  - 2月1日 - 省令第8号を以て、災害月報の様式を改正する。
  - 2月21日 - 省令第9号を以て、火薬類の受渡し、運搬及び発破について整理した。
  - 5月8日 - 日本石炭鉱業連合会発足。
  - 7月10日 - 省令第47号を以て、鉱山保安規則の一部改正を行う。 1.火薬類取扱所を設けない場合の火薬類の管理、受渡し等についての鉱業権者及び係員の義務に関し規定した。 2.長孔発破に関し規定する。  3.その他導爆線、内燃機関車等について整備した。
  - 7月25日 - 経済安定本部、石炭等5品目に標準価格制決定。
  - 8月14日 - 政府「石炭生産確保対策」を決定。
  - 12月15日 - 省令第47号を以て、高圧ガス取締法及びその他関係省令の公布施行に伴い、鉱山保安規則の一部改正を行う。
- 1952年（昭和27年）
  - 3月28日 - 産業合理化審議会研究部会は、石炭鉱業の合理化に関する答申をとりまとめる。
  - 5月27日 - 省令第39号を以て、工業技術庁の組織規程の改正省令施行に伴い工業技術試験所を資源技術試験所に変更した。
  - 5月31日 - 法律第162号を以て、石油及び可燃性天然ガス資源開発法制定。  石油及び可燃性天然ガスを合理的に開発するため、コンサーベーションの実施についての鉱業権者又は租鉱権者の遵守義務を定めるとともに、これらの者に対する国の補助金交付を定める。
  - 7月31日 - 法律第275号、通商産業省設置法の改正。 昭和26年8月政令諮問委員会の意見をうけ、昭和27年4月になされた行政機構、改革の基本構想の閣議決定に沿い 1.本省内部部局の統合管理（内部部局の名称を改正し、公益事業局を追加する。） 2.外局なる庁の整理（資源庁は公益事業局に、工業技術庁は本省付属機関になる） 3.公益事業局委員会の廃止（委員会の事務は、公益事業局の事務とする）
  - 8月1日 - 法律第295号、臨時石炭鉱業復旧法の制定。石炭鉱業及び亜炭鉱業の健全な発達に資するため、一般鉱害の計画的な復旧をめざす。
  - 9月12日 - 省令第75号を以て、新たに施業案に関する規定を設ける。
- 1955年（昭和30年）10月1日 - 石炭鉱業整理事業団設立
- 1960年（昭和35年）9月1日 - 石炭鉱業合理化事業団発足
- 1961年（昭和36年）
  - 10月23日 - （庁舎移転）札幌市中央区北3条西4丁目札幌第1合同庁舎に移転する。
  - 11月13日 - 産炭地域振興臨時措置法（法律第219号）が制定公布される。
- 1962年（昭和37年）4月1日 - 札幌鉱山保安監督局に改組
- 1963年（昭和38年）4月1日 - 現地監督班を鉱山保安監督署に昇格
- 1969年（昭和44年）1月 - 北海道鉱山保安センター設置
- 1989年（平成元年）
  - 7月1日 - 札幌鉱山保安監督局から北海道鉱山保安監督局へ名称変更
  - 8月1日 - （庁舎移転）札幌市中央区北8条西2丁目札幌第1合同庁舎に移転する。
- 1992年（平成4年）4月 - 岩見沢鉱山保安監督署廃止
- 1995年（平成7年）4月 - 夕張鉱山保安監督署廃止
- 1996年（平成8年）7月1日 - 北海道鉱山保安監督局から北海道鉱山保安監督部へ改組
- 1999年（平成11年）7月 - 滝川鉱山保安監督署廃止
- 2001年（平成13年）1月6日 - 原子力安全・保安院発足に伴い保安院の地方組織と改組
- 2005年（平成17年）4月1日 - 北海道鉱山保安監督部から北海道産業保安監督部へ改組
- 2012年（平成24年）9月19日 - 原子力安全・保安院の組織改編に伴い経済産業省の地方支分部局に改組

出典：北海道鉱山保安行政の歩み及び沿革

## 組織
産業保安監督部の組織は法律の経済産業省設置法、政令の経済産業省組織令、省令の経済産業省組織規則が階層的に規定している。
- 産業保安監督部長
- 管理課（省令254条の2第1項）
- 保安課

火薬類の取締り、高圧ガスの保安その他の所掌に係る保安の確保に関する事務をつかさどる。
- 電力安全課

電力設備に係る保安の確保に関する事務をつかさどる。
- 鉱山保安課

鉱山における保安に関すること、地方鉱山保安協議会に関することの事務をつかさどる。
- 鉱害防止課

鉱山における鉱害の防止に関する事務をつかさどる。
- 産業保安監督管理官（1～2人）（省令254条の18）
- 企画調整官（0～2人）（省令254条の19）
- 統括鉱務監督官（0～1人）（省令254条の20）

また、産業保安監督部の一部区域における所掌事務の一部を分掌させる出先機関として、以下の2区分がある。
- 支部（法13条1項）

東北支部、近畿支部、四国支部がそれぞれの監督部におかれている。各支部には保安課、電力安全課、鉱山保安課など本体と同様の課が置かれている。
- 産業保安監督署

北海道産業保安監督部に釧路産業保安監督署、中部近畿産業保安監督部に北陸産業保安監督署が置かれている。釧路署は釧路管内の鉱山保安事務、北陸署は富山県・石川県・福井県のガス保安事務、3県に岐阜県飛騨市・郡上市の一部区域を加え福井県の近畿支部管轄5市町を除く電力保安事務を各産業保安監督部より分掌する。

## 各産業保安監督部
産業保安監督部と支部の名称と所在地、管轄区域は以下の通りである（政令103条の2第1項）
|                        |                        | 所在地     | 管轄区域                                                                                 |
| ---------------------- | ---------------------- | ---------- | ---------------------------------------------------------------------------------------- |
| 北海道産業保安監督部   | 北海道産業保安監督部   | 札幌市     | 北海道                                                                                   |
| 関東東北産業保安監督部 | 関東東北産業保安監督部 | さいたま市 | 茨城県、栃木県、群馬県、埼玉県、千葉県、東京都、神奈川県、新潟県、山梨県、長野県、静岡県 |
|                        | 東北支部               | 仙台市     | 青森県、岩手県、宮城県、秋田県、山形県、福島県                                           |
| 中部近畿産業保安監督部 | 中部近畿産業保安監督部 | 名古屋市   | 富山県、石川県、岐阜県、愛知県、三重県                                                   |
|                        | 近畿支部               | 大阪市     | 福井県、滋賀県、京都府、大阪府、兵庫県、奈良県、和歌山県                                 |
| 中国四国産業保安監督部 | 中国四国産業保安監督部 | 広島市     | 鳥取県、島根県、岡山県、広島県、山口県                                                   |
|                        | 四国支部               | 高松市     | 徳島県、香川県、愛媛県、高知県                                                           |
| 九州産業保安監督部     | 九州産業保安監督部     | 福岡市     | 福岡県、佐賀県、長崎県、熊本県、大分県、宮崎県、鹿児島県                                 |
| 那覇産業保安監督事務所 | 那覇産業保安監督事務所 | 那覇市     | 沖縄県                                                                                   |

## 財政及び職員
産業保安監督部等（予算上の組織名は「産業保安監督官署」）の所管する2019年度一般会計歳出予算は28億823万3千円で、内訳は共通費（職員給与や庁費など）が27億5823万2千円、「産業保安・危機管理費 」が5000万1千円となっている。産業保安・危機管理費とは「鉱山保安法に基づき、鉱山災害の防止、鉱山施設の保全及び鉱害の防止を図るための鉱山保安監督及び検査」に要する経費である。特別会計に産業保安監督部等の予算はない。
産業保安監督部の職員は全員が一般職の国家公務員である。2019年度当初予算（一般会計のみ）における産業保安監督部の予算定員は308人で、全員が行政職俸給表（一）の適用を受けている。最も定数の多い級は5級（課長補佐級）で107人措置されており、4級から6級に230人、全体の約4分の3の定員が確保されている。各部の最高職である産業保安監督部長及び支部長の8官職は9級ないし8級に格付けされている。
人事院規則の定めにより特殊勤務手当として、産業保安監督部等の職員が鉱山の坑内で巡回検査・災害検査に従事したときは坑内作業手当が支給される（人事院規則九―三〇（特殊勤務手当）4条1項4号）。金額は作業の危険度によって段階に分けて定められている。通常の検査業務では1日につき鉱務監督官は990円、その補助職員は750円で、著しい危険を伴う災害検査では鉱務監督官は2600円、補助職員は1900円となっている（4条2項2号）。これは他の官署の職員に支給される坑内作業手当より高く設定されている。また、火薬類又は高圧ガスの製造施設の災害調査の作業に従事したときは爆発物取扱等作業手当が1日につき750円支給される（規則5条1項3号、同条2項2号）。
独自の職員の試験による採用は「国家公務員一般職採用試験（大卒程度試験）」に属する行政及び技術系（電気電子情報、機械、土木、建築、物理及び化学）の区分試験の合格者を対象に、欠員状況に応じて、各産業保安監督部等ごとに、合計数名程度行われている。職員の任用は経済産業局や経済産業本省の職員からも行われる。